# Chaîne de pions
|   | a | b | c | d | e | f | g | h |   |
| 8 | Pion noir sur case noire c7 · Pion noir sur case noire b6 · Pion noir sur case noire a5 · Pion blanc sur case blanche d5 · Pion blanc sur case blanche e4 · Pion blanc sur case blanche f3 · Pion blanc sur case blanche g2 | Pion noir sur case noire c7 · Pion noir sur case noire b6 · Pion noir sur case noire a5 · Pion blanc sur case blanche d5 · Pion blanc sur case blanche e4 · Pion blanc sur case blanche f3 · Pion blanc sur case blanche g2 | Pion noir sur case noire c7 · Pion noir sur case noire b6 · Pion noir sur case noire a5 · Pion blanc sur case blanche d5 · Pion blanc sur case blanche e4 · Pion blanc sur case blanche f3 · Pion blanc sur case blanche g2 | Pion noir sur case noire c7 · Pion noir sur case noire b6 · Pion noir sur case noire a5 · Pion blanc sur case blanche d5 · Pion blanc sur case blanche e4 · Pion blanc sur case blanche f3 · Pion blanc sur case blanche g2 | Pion noir sur case noire c7 · Pion noir sur case noire b6 · Pion noir sur case noire a5 · Pion blanc sur case blanche d5 · Pion blanc sur case blanche e4 · Pion blanc sur case blanche f3 · Pion blanc sur case blanche g2 | Pion noir sur case noire c7 · Pion noir sur case noire b6 · Pion noir sur case noire a5 · Pion blanc sur case blanche d5 · Pion blanc sur case blanche e4 · Pion blanc sur case blanche f3 · Pion blanc sur case blanche g2 | Pion noir sur case noire c7 · Pion noir sur case noire b6 · Pion noir sur case noire a5 · Pion blanc sur case blanche d5 · Pion blanc sur case blanche e4 · Pion blanc sur case blanche f3 · Pion blanc sur case blanche g2 | Pion noir sur case noire c7 · Pion noir sur case noire b6 · Pion noir sur case noire a5 · Pion blanc sur case blanche d5 · Pion blanc sur case blanche e4 · Pion blanc sur case blanche f3 · Pion blanc sur case blanche g2 | 8 |
| 7 | Pion noir sur case noire c7 · Pion noir sur case noire b6 · Pion noir sur case noire a5 · Pion blanc sur case blanche d5 · Pion blanc sur case blanche e4 · Pion blanc sur case blanche f3 · Pion blanc sur case blanche g2 | Pion noir sur case noire c7 · Pion noir sur case noire b6 · Pion noir sur case noire a5 · Pion blanc sur case blanche d5 · Pion blanc sur case blanche e4 · Pion blanc sur case blanche f3 · Pion blanc sur case blanche g2 | Pion noir sur case noire c7 · Pion noir sur case noire b6 · Pion noir sur case noire a5 · Pion blanc sur case blanche d5 · Pion blanc sur case blanche e4 · Pion blanc sur case blanche f3 · Pion blanc sur case blanche g2 | Pion noir sur case noire c7 · Pion noir sur case noire b6 · Pion noir sur case noire a5 · Pion blanc sur case blanche d5 · Pion blanc sur case blanche e4 · Pion blanc sur case blanche f3 · Pion blanc sur case blanche g2 | Pion noir sur case noire c7 · Pion noir sur case noire b6 · Pion noir sur case noire a5 · Pion blanc sur case blanche d5 · Pion blanc sur case blanche e4 · Pion blanc sur case blanche f3 · Pion blanc sur case blanche g2 | Pion noir sur case noire c7 · Pion noir sur case noire b6 · Pion noir sur case noire a5 · Pion blanc sur case blanche d5 · Pion blanc sur case blanche e4 · Pion blanc sur case blanche f3 · Pion blanc sur case blanche g2 | Pion noir sur case noire c7 · Pion noir sur case noire b6 · Pion noir sur case noire a5 · Pion blanc sur case blanche d5 · Pion blanc sur case blanche e4 · Pion blanc sur case blanche f3 · Pion blanc sur case blanche g2 | Pion noir sur case noire c7 · Pion noir sur case noire b6 · Pion noir sur case noire a5 · Pion blanc sur case blanche d5 · Pion blanc sur case blanche e4 · Pion blanc sur case blanche f3 · Pion blanc sur case blanche g2 | 7 |
| 6 | Pion noir sur case noire c7 · Pion noir sur case noire b6 · Pion noir sur case noire a5 · Pion blanc sur case blanche d5 · Pion blanc sur case blanche e4 · Pion blanc sur case blanche f3 · Pion blanc sur case blanche g2 | Pion noir sur case noire c7 · Pion noir sur case noire b6 · Pion noir sur case noire a5 · Pion blanc sur case blanche d5 · Pion blanc sur case blanche e4 · Pion blanc sur case blanche f3 · Pion blanc sur case blanche g2 | Pion noir sur case noire c7 · Pion noir sur case noire b6 · Pion noir sur case noire a5 · Pion blanc sur case blanche d5 · Pion blanc sur case blanche e4 · Pion blanc sur case blanche f3 · Pion blanc sur case blanche g2 | Pion noir sur case noire c7 · Pion noir sur case noire b6 · Pion noir sur case noire a5 · Pion blanc sur case blanche d5 · Pion blanc sur case blanche e4 · Pion blanc sur case blanche f3 · Pion blanc sur case blanche g2 | Pion noir sur case noire c7 · Pion noir sur case noire b6 · Pion noir sur case noire a5 · Pion blanc sur case blanche d5 · Pion blanc sur case blanche e4 · Pion blanc sur case blanche f3 · Pion blanc sur case blanche g2 | Pion noir sur case noire c7 · Pion noir sur case noire b6 · Pion noir sur case noire a5 · Pion blanc sur case blanche d5 · Pion blanc sur case blanche e4 · Pion blanc sur case blanche f3 · Pion blanc sur case blanche g2 | Pion noir sur case noire c7 · Pion noir sur case noire b6 · Pion noir sur case noire a5 · Pion blanc sur case blanche d5 · Pion blanc sur case blanche e4 · Pion blanc sur case blanche f3 · Pion blanc sur case blanche g2 | Pion noir sur case noire c7 · Pion noir sur case noire b6 · Pion noir sur case noire a5 · Pion blanc sur case blanche d5 · Pion blanc sur case blanche e4 · Pion blanc sur case blanche f3 · Pion blanc sur case blanche g2 | 6 |
| 5 | Pion noir sur case noire c7 · Pion noir sur case noire b6 · Pion noir sur case noire a5 · Pion blanc sur case blanche d5 · Pion blanc sur case blanche e4 · Pion blanc sur case blanche f3 · Pion blanc sur case blanche g2 | Pion noir sur case noire c7 · Pion noir sur case noire b6 · Pion noir sur case noire a5 · Pion blanc sur case blanche d5 · Pion blanc sur case blanche e4 · Pion blanc sur case blanche f3 · Pion blanc sur case blanche g2 | Pion noir sur case noire c7 · Pion noir sur case noire b6 · Pion noir sur case noire a5 · Pion blanc sur case blanche d5 · Pion blanc sur case blanche e4 · Pion blanc sur case blanche f3 · Pion blanc sur case blanche g2 | Pion noir sur case noire c7 · Pion noir sur case noire b6 · Pion noir sur case noire a5 · Pion blanc sur case blanche d5 · Pion blanc sur case blanche e4 · Pion blanc sur case blanche f3 · Pion blanc sur case blanche g2 | Pion noir sur case noire c7 · Pion noir sur case noire b6 · Pion noir sur case noire a5 · Pion blanc sur case blanche d5 · Pion blanc sur case blanche e4 · Pion blanc sur case blanche f3 · Pion blanc sur case blanche g2 | Pion noir sur case noire c7 · Pion noir sur case noire b6 · Pion noir sur case noire a5 · Pion blanc sur case blanche d5 · Pion blanc sur case blanche e4 · Pion blanc sur case blanche f3 · Pion blanc sur case blanche g2 | Pion noir sur case noire c7 · Pion noir sur case noire b6 · Pion noir sur case noire a5 · Pion blanc sur case blanche d5 · Pion blanc sur case blanche e4 · Pion blanc sur case blanche f3 · Pion blanc sur case blanche g2 | Pion noir sur case noire c7 · Pion noir sur case noire b6 · Pion noir sur case noire a5 · Pion blanc sur case blanche d5 · Pion blanc sur case blanche e4 · Pion blanc sur case blanche f3 · Pion blanc sur case blanche g2 | 5 |
| 4 | Pion noir sur case noire c7 · Pion noir sur case noire b6 · Pion noir sur case noire a5 · Pion blanc sur case blanche d5 · Pion blanc sur case blanche e4 · Pion blanc sur case blanche f3 · Pion blanc sur case blanche g2 | Pion noir sur case noire c7 · Pion noir sur case noire b6 · Pion noir sur case noire a5 · Pion blanc sur case blanche d5 · Pion blanc sur case blanche e4 · Pion blanc sur case blanche f3 · Pion blanc sur case blanche g2 | Pion noir sur case noire c7 · Pion noir sur case noire b6 · Pion noir sur case noire a5 · Pion blanc sur case blanche d5 · Pion blanc sur case blanche e4 · Pion blanc sur case blanche f3 · Pion blanc sur case blanche g2 | Pion noir sur case noire c7 · Pion noir sur case noire b6 · Pion noir sur case noire a5 · Pion blanc sur case blanche d5 · Pion blanc sur case blanche e4 · Pion blanc sur case blanche f3 · Pion blanc sur case blanche g2 | Pion noir sur case noire c7 · Pion noir sur case noire b6 · Pion noir sur case noire a5 · Pion blanc sur case blanche d5 · Pion blanc sur case blanche e4 · Pion blanc sur case blanche f3 · Pion blanc sur case blanche g2 | Pion noir sur case noire c7 · Pion noir sur case noire b6 · Pion noir sur case noire a5 · Pion blanc sur case blanche d5 · Pion blanc sur case blanche e4 · Pion blanc sur case blanche f3 · Pion blanc sur case blanche g2 | Pion noir sur case noire c7 · Pion noir sur case noire b6 · Pion noir sur case noire a5 · Pion blanc sur case blanche d5 · Pion blanc sur case blanche e4 · Pion blanc sur case blanche f3 · Pion blanc sur case blanche g2 | Pion noir sur case noire c7 · Pion noir sur case noire b6 · Pion noir sur case noire a5 · Pion blanc sur case blanche d5 · Pion blanc sur case blanche e4 · Pion blanc sur case blanche f3 · Pion blanc sur case blanche g2 | 4 |
| 3 | Pion noir sur case noire c7 · Pion noir sur case noire b6 · Pion noir sur case noire a5 · Pion blanc sur case blanche d5 · Pion blanc sur case blanche e4 · Pion blanc sur case blanche f3 · Pion blanc sur case blanche g2 | Pion noir sur case noire c7 · Pion noir sur case noire b6 · Pion noir sur case noire a5 · Pion blanc sur case blanche d5 · Pion blanc sur case blanche e4 · Pion blanc sur case blanche f3 · Pion blanc sur case blanche g2 | Pion noir sur case noire c7 · Pion noir sur case noire b6 · Pion noir sur case noire a5 · Pion blanc sur case blanche d5 · Pion blanc sur case blanche e4 · Pion blanc sur case blanche f3 · Pion blanc sur case blanche g2 | Pion noir sur case noire c7 · Pion noir sur case noire b6 · Pion noir sur case noire a5 · Pion blanc sur case blanche d5 · Pion blanc sur case blanche e4 · Pion blanc sur case blanche f3 · Pion blanc sur case blanche g2 | Pion noir sur case noire c7 · Pion noir sur case noire b6 · Pion noir sur case noire a5 · Pion blanc sur case blanche d5 · Pion blanc sur case blanche e4 · Pion blanc sur case blanche f3 · Pion blanc sur case blanche g2 | Pion noir sur case noire c7 · Pion noir sur case noire b6 · Pion noir sur case noire a5 · Pion blanc sur case blanche d5 · Pion blanc sur case blanche e4 · Pion blanc sur case blanche f3 · Pion blanc sur case blanche g2 | Pion noir sur case noire c7 · Pion noir sur case noire b6 · Pion noir sur case noire a5 · Pion blanc sur case blanche d5 · Pion blanc sur case blanche e4 · Pion blanc sur case blanche f3 · Pion blanc sur case blanche g2 | Pion noir sur case noire c7 · Pion noir sur case noire b6 · Pion noir sur case noire a5 · Pion blanc sur case blanche d5 · Pion blanc sur case blanche e4 · Pion blanc sur case blanche f3 · Pion blanc sur case blanche g2 | 3 |
| 2 | Pion noir sur case noire c7 · Pion noir sur case noire b6 · Pion noir sur case noire a5 · Pion blanc sur case blanche d5 · Pion blanc sur case blanche e4 · Pion blanc sur case blanche f3 · Pion blanc sur case blanche g2 | Pion noir sur case noire c7 · Pion noir sur case noire b6 · Pion noir sur case noire a5 · Pion blanc sur case blanche d5 · Pion blanc sur case blanche e4 · Pion blanc sur case blanche f3 · Pion blanc sur case blanche g2 | Pion noir sur case noire c7 · Pion noir sur case noire b6 · Pion noir sur case noire a5 · Pion blanc sur case blanche d5 · Pion blanc sur case blanche e4 · Pion blanc sur case blanche f3 · Pion blanc sur case blanche g2 | Pion noir sur case noire c7 · Pion noir sur case noire b6 · Pion noir sur case noire a5 · Pion blanc sur case blanche d5 · Pion blanc sur case blanche e4 · Pion blanc sur case blanche f3 · Pion blanc sur case blanche g2 | Pion noir sur case noire c7 · Pion noir sur case noire b6 · Pion noir sur case noire a5 · Pion blanc sur case blanche d5 · Pion blanc sur case blanche e4 · Pion blanc sur case blanche f3 · Pion blanc sur case blanche g2 | Pion noir sur case noire c7 · Pion noir sur case noire b6 · Pion noir sur case noire a5 · Pion blanc sur case blanche d5 · Pion blanc sur case blanche e4 · Pion blanc sur case blanche f3 · Pion blanc sur case blanche g2 | Pion noir sur case noire c7 · Pion noir sur case noire b6 · Pion noir sur case noire a5 · Pion blanc sur case blanche d5 · Pion blanc sur case blanche e4 · Pion blanc sur case blanche f3 · Pion blanc sur case blanche g2 | Pion noir sur case noire c7 · Pion noir sur case noire b6 · Pion noir sur case noire a5 · Pion blanc sur case blanche d5 · Pion blanc sur case blanche e4 · Pion blanc sur case blanche f3 · Pion blanc sur case blanche g2 | 2 |
| 1 | Pion noir sur case noire c7 · Pion noir sur case noire b6 · Pion noir sur case noire a5 · Pion blanc sur case blanche d5 · Pion blanc sur case blanche e4 · Pion blanc sur case blanche f3 · Pion blanc sur case blanche g2 | Pion noir sur case noire c7 · Pion noir sur case noire b6 · Pion noir sur case noire a5 · Pion blanc sur case blanche d5 · Pion blanc sur case blanche e4 · Pion blanc sur case blanche f3 · Pion blanc sur case blanche g2 | Pion noir sur case noire c7 · Pion noir sur case noire b6 · Pion noir sur case noire a5 · Pion blanc sur case blanche d5 · Pion blanc sur case blanche e4 · Pion blanc sur case blanche f3 · Pion blanc sur case blanche g2 | Pion noir sur case noire c7 · Pion noir sur case noire b6 · Pion noir sur case noire a5 · Pion blanc sur case blanche d5 · Pion blanc sur case blanche e4 · Pion blanc sur case blanche f3 · Pion blanc sur case blanche g2 | Pion noir sur case noire c7 · Pion noir sur case noire b6 · Pion noir sur case noire a5 · Pion blanc sur case blanche d5 · Pion blanc sur case blanche e4 · Pion blanc sur case blanche f3 · Pion blanc sur case blanche g2 | Pion noir sur case noire c7 · Pion noir sur case noire b6 · Pion noir sur case noire a5 · Pion blanc sur case blanche d5 · Pion blanc sur case blanche e4 · Pion blanc sur case blanche f3 · Pion blanc sur case blanche g2 | Pion noir sur case noire c7 · Pion noir sur case noire b6 · Pion noir sur case noire a5 · Pion blanc sur case blanche d5 · Pion blanc sur case blanche e4 · Pion blanc sur case blanche f3 · Pion blanc sur case blanche g2 | Pion noir sur case noire c7 · Pion noir sur case noire b6 · Pion noir sur case noire a5 · Pion blanc sur case blanche d5 · Pion blanc sur case blanche e4 · Pion blanc sur case blanche f3 · Pion blanc sur case blanche g2 | 1 |
|   | a | b | c | d | e | f | g | h |   |

Au jeu d'échecs, une chaîne de pions est un ensemble de pions adjacents qui se protègent mutuellement.
C'est une structure solide qui détermine pour une grande part les caractéristiques de la position.
Pour la casser, on peut attaquer la chaîne à sa base (le pion qui n'est protégé par aucun autre) ou à son sommet. Lorsqu'un camp possède une chaîne de pions, il doit l'utiliser pour attaquer. Si une chaîne de pions a son sommet sur la droite de l'échiquier, il faut attaquer à droite. Si le sommet est à gauche, il faut attaquer à gauche.
L'ouverture qui en rencontre le plus est la variante d'avance de la Française (avec un éventuel ...f7-f6 rapide pour détruire la chaîne e5 d4 c3 b2).